# Frédéric de Pasquale
Frédéric de Pasquale est un acteur français, né le 28 mars 1931 dans le 5e arrondissement de Paris et mort le 17 décembre 2001 à Rouen (Seine-Maritime).

## Biographie
Après des études à l'Institut des hautes études cinématographiques (IDHEC), son nom figure d'abord aux génériques des films en tant que décorateur notamment pour La Fille aux yeux d'or, Dynamite Jack, Le Diable et les Dix Commandements et Les Petits Matins, en 1961 et 1962.
À partir de 1963, il devient acteur et il est notamment en vedette dans La Belle vie de Robert Enrico, suivi par Le Pacha (1967) de Georges Lautner aux côtés de Jean Gabin. Il est remarquable dans Le Viol (1967) de Jacques Doniol-Valcroze puis avec Marina Vlady dans Le Temps de vivre (1969) de Bernard Paul.
Dans les années 1970, on le retrouve dans les rôles secondaires ; dans French Connection, il joue de rôle d'Henri Devereaux et dans La Bonne Année, celui de l'amant parisien.
Dans les années 1980, il joue Guibert dans La Boum et incarne Jean, aux côtés de Caroline Cellier, Micheline Presle et Bernadette Lafont, dans Certaines nouvelles de Jacques Davila.
À la télévision allemande, en 1989, Frédéric de Pasquale incarne Jean-Luc Mourrait, l'amant de l'héroïne Tanja (Sybille Waury), dans la série Lindenstraße. Le rôle est repris par Gérard Hérold.
Entre 1988 et 1992, sous le pseudonyme de Clément Jullien, il est scénariste des séries télévisées d'Abder Isker pour TF1, Intrigues et Mésaventures.

## Filmographie

### Cinéma
- 1954 : Tourments de Jacques Daniel-Norman : un photographe
- 1960 : Fugue - court métrage - de Philippe Condroyer
- 1961 : La Fille aux yeux d'or de Jean-Gabriel Albicocco : Willy
- 1961 : Les Petits Matins de Jacqueline Audry - Uniquement décorateur
- 1962 : Au cœur de la vie de Robert Enrico - Uniquement décorateur
- 1963 : La Belle vie de Robert Enrico : Frédéric
- 1964 : La Famille Hernandez de Geneviève Baïlac
- 1966 : Safari diamants de Michel Drach
- 1967 : Fleur d'oseille de Georges Lautner : Pierre Gasperi dit Pierrot-la-Veine
- 1967 : Le Pacha de Georges Lautner : Alfred
- 1967 : Le Viol de Jacques Doniol-Valcroze
- 1967 : Tu seras terriblement gentille de Dirk Sanders
- 1967 : Ne jouez pas avec les Martiens d'Henri Lanoë
- 1968 : Delphine d'Éric Le Hung
- 1969 : Jeff de Jean Herman : Diamant
- 1969 : Le Temps de vivre de Bernard Paul : Louis
- 1970 : La Peau de Torpedo de Jean Delannoy : Nicolas Baslier
- 1970 : Ciel bleu de Serge Leroy
- 1970 : L'Explosion de Marc Simenon
- 1971 : French Connection de William Friedkin : Henri Devereaux
- 1972 : Quelques arpents de neige de Denis Héroux
- 1972 : Pas de violence entre nous (Quem é Beta?) de Nelson Pereira dos Santos
- 1973 : Le Fils de Pierre Granier-Deferre
- 1973 : La Bonne Année de Claude Lelouch : l'amant parisien.
- 1973 : La Poursuite implacable (Revolver) de Sergio Sollima
- 1975 : Los pajaros de Baden-Baden de Mario Camus
- 1975 : La Grande Bagarre - (Il soldato di ventura) de Pasquale Festa Campanile
- 1976 : La Peticion de Pilar Miro
- 1976 : Certaines nouvelles de Jacques Davila
- 1980 : La Boum de Claude Pinoteau : Guibert
- 1981 : Signé Furax de Marc Simenon : le chef des CRS
- 1983 : Feroz de Manuel Gutiérrez Aragón
- 2002 : Le Loup de la côte Ouest de Hugo Santiago

### Télévision
- 1965 : Vive la vie de Joseph Drimal : Yves Fournier
- 1966 : La Chasse au météore de Roger Iglesis : Seth Stanfort
- 1968 : Sylvie des Trois Ormes d'André Pergament
- 1971 : Les coups de Jacques Lefebvre
- 1971 : Un beau ténébreux de Jean-Christophe Averty : Jacques
- 1973 : Là-haut, les quatre saisons, série réalisée par Guy Lessertisseur, avec Catherine Arditi
- 1974 : Messieurs les jurés - téléfilm : L'Affaire Hamblain d'André Michel
- 1975 : Les Grands Détectives de Jean Herman, épisode : Rendez-vous dans les ténèbres : Slim Callaghan
- 1978 : Cinéma 16 - téléfilm : Thomas Guérin, retraité de Patrick Jamain - Le père de Manou
- 1980 : Kick, Raoul, la Moto, les Jeunes et les Autres - Série de 6 épisodes réalisée par Marc Simenon
- 1985 : Rancune tenace série en  35 épisodes de 26' pour Antenne 2 (France 2) réalisée par Emmanuel Fonlladosa
- 1988 : Espionne et tais-toi - 2 épisodes de Claude Boissol - ép. #2.6 : Papa Pie et pas Papa et ép. #2.7 : L'homme qui n'en savait rien
- 1989 : V comme vengeance - épisode : L'Étrange Émilie Albert de Claude Boissol - Le docteur
- 1989 : L'Ostréiculteur  (Mésaventures) de Jean Michel Meunier, réalisé par Emmanuel Fonlladosa
- 1999 : Premier de cordée, téléfilm (en 2 épisodes) réalisé par Pierre-Antoine Hiroz et Édouard Niermans pour France 2